# Luca Santolini
Luca Santolini (Borgo Maggiore, 22 de fevereiro de 1985) é um dos capitães-regentes de San Marino, servindo junto com Mirko Tomassoni. Ele é um membro do partido Civico 10 e foi empossado em 1 de outubro de 2018.